# Futures
I futures (dall'inglese future contracts) sono contratti a termine standardizzati per poter essere negoziati facilmente in una borsa valori, e sanciscono l'impegno a un acquisto differito di un'attività sottostante a un prezzo prefissato.

## Caratteristiche
Acquistare futures significa impegnarsi ad acquistare alla scadenza ed al prezzo prefissati l'attività sottostante. Questa può essere sia un'attività reale, ad esempio una commodity (grano, oro, metalli, caffè, ecc.), sia un'attività finanziaria (financial futures), i cui sottostanti possono essere ad esempio una valuta (currency futures) o un indice borsistico. I futures discendono infatti dalle compravendite a termine sui prodotti agricoli, in quanto contratto di pagamento e consegna in largo anticipo rispetto al raccolto, come strumento preventivo verso la scarsità per l'acquirente e verso la sovrabbondanza per il produttore. Il prezzo del futures varierà con l'oscillazione dell'attività sottostante, determinato come la differenza tra il valore nominale e quello attuale del sottostante. 
L'acquisto di futures corrisponde ad una aspettativa di rialzo dell'attività sottostante; la vendita, invece, sottende un'aspettativa al ribasso. Se le intenzioni fossero speculative, la vendita del future dovrà essere effettuata prima della scadenza contrattuale; se, invece, le intenzioni sono di coprire (hedge) un futuro acquisto o vendita della commodity sottostante, il future permette una copertura senza rischi di oscillazioni del prezzo, e si aspetterà la scadenza prevista per provvedere all'acquisto o vendita della commodity stessa.
I futures sono contratti standard e strumenti molto standardizzati: ogni elemento del contratto è definito in un contratto standard, e le controparti non possono modificarlo. La standardizzazione consiste nella definizione del taglio unitario, della scadenza contrattuale e della modalità di negoziazione attraverso la camera di compensazione. Essendo standardizzati, sono negoziabili, a differenza dei contratti personalizzati, la cui eterogeneità li rende non scambiabili sul mercato regolamentato e transati principalmente sugli over the counter. Inoltre, l'essere standardizzati li rende interscambiabili tra loro; ciò rende possibile annullare impegni di acquisto o di vendita tramite compensazione, stipulando un contratto di segno opposto all'originale, in questo modo verrà evitata la consegna dell'attività sottostante il contratto. La loro creazione e negoziazione è regolamentata: ad esempio, sono negoziabili solo futures che la Borsa ha creato, ovvero non se ne possono creare di aggiuntivi (cosa invece possibile per i contratti a termine).
Il mercato dei futures è controllato dalla camera di compensazione, che funge da controparte per l'acquirente e per il venditore. Affinché si possa aderire bisogna soddisfare alcuni requisiti: in Italia, il singolo non può accedere ma può farlo tramite una banca o una Società di Intermediazione Mobiliare; la Cassa di Compensazione e Garanzia chiede i margini: viene aperto un conto margini presso la camera di compensazione, ed in questo conto vengono iscritti i margini e i saldi al momento dell'acquisto o della vendita del future. Così si assicura che i due soggetti facciano fronte agli utili e alle perdite potenziali, e si protegge il mercato dall'inadempimento dei partecipanti al sistema. Vengono iscritti nel conto sia i margini iniziali che quelli di variazione. Per l'apertura di una posizione di acquisto la camera di compensazione chiede il versamento di un margine iniziale (ad esempio, per il FIB30, cioè il feature sul MIB30, è il 7,5%); inoltre, poiché si rende garante della solvibilità dell'acquirente, la camera di compensazione preleva ogni giorno dalla controparte che sta perdendo l'esatto ammontare da versare alla controparte che sta guadagnando (marking to market). Questo sistema rende il mercato dei futures sempre a somma zero.
Alla scadenza, il proprietario del futures dovrà acquistare la commodity sottostante, o, se il sottostante è intangibile, la camera di compensazione provvederà a compensare il prezzo di acquisto dell'ultimo acquirente con il prezzo di vendita del primo venditore (emittente del futures).
Esistono due modalità di estinzione dei contratti futures:
1. Con la consegna nel luogo, alla data e al prezzo pattuiti del bene oggetto del contratto, dietro pagamento del corrispettivo. Dal momento che il titolo sottostante il futures è un contratto nazionale, viene individuato un paniere di titoli conseguibili, come gli indici azionari, stade index, e si deve effettuare una liquidazione in contanti: il cash settlement.
2. Con la liquidazione prima della scadenza, consistente in un'operazione di compensazione (off setting). Viene cioè stipulato un contratto di segno opposto a quello da cancellare. Tale contratto sarà di vendita se il contratto da cancellare è di acquisto e viceversa.

## Il contratto
È un contratto uniforme a termine su strumenti finanziari, con il quale le parti si obbligano a scambiarsi alla scadenza un certo quantitativo di determinate attività finanziarie, ad un prezzo stabilito; ovvero, nel caso di futures su indici, a liquidarsi una somma di denaro pari alla differenza fra il valore dell'indice di riferimento alla stipulazione del contratto ed il valore dello stesso indice nel giorno di scadenza.
La Borsa dovrà specificare:
- le caratteristiche dell'attività sottostante
- l'ammontare che il venditore dovrà consegnare per ogni contratto stipulato
- il luogo di consegna
- il periodo preciso del mese in cui si può effettuare la consegna
- il metodo di quotazione dei prezzi
- gli eventuali limiti alle oscillazioni giornaliere dei prezzi e alle posizioni degli operatori.

## Utilizzo
Nella stragrande maggioranza dei casi le operazioni sui futures delle commodity sono speculative, e si chiudono prima della scadenza con l'acquisto/vendita di un contratto di segno opposto e spesso sono effettuate a cortissimo termine. A volte l'intera operazione (vendita/acquisto o viceversa) si completa in pochi minuti.
Solo una piccola parte (<2%) dei contratti negoziati sulle commodity nelle Borse preposte (cereali, carni, metalli preziosi, metalli non ferrosi, coloniali, legname, prodotti energetici, valute, ecc.) vengono effettivamente consegnati. La quotazione di borsa serve per la disseminazione dell'informazione ai produttori e ai consumatori/utilizzatori, e molti scambi reali avvengono al di fuori dei meccanismi di consegna delle Borse (vedi petrolio), anche se un produttore o un utilizzatore del sottostante può comunque usare i contratti a termine o i suoi derivati (opzioni) per proteggere il valore della produzione o del fabbisogno di una determinata quantità di un bene (commodity) da fluttuazioni di prezzo avverse per un tempo prestabilito (a dipendenza del termine scelto), per poi chiudere l'operazione con un contratto di segno opposto alla sua posizione iniziale, e contabilizzarne il risultato nella gestione corrente della sua attività.
Tipicamente il produttore di un bene, ad esempio il grano, avrà una posizione al ribasso. In questo modo se il prezzo del grano dovesse aumentare, guadagnerebbe alla vendita del suo grano fisico ma perderebbe dai futures, viceversa se il prezzo del grano dovesse diminuire guadagnerebbe dai futures ma perderebbe dalla vendita fisica del suo prodotto. Prima del raccolto, cercheranno di assicurarsi un prezzo conveniente per la consegna futura del bene. Chi utilizza i mercati a termine con questo scopo (copertura) viene definito un hedger. La speculazione, viceversa, serve a dare liquidità e, sostanzialmente, si assume i rischi e le opportunità che le variazioni dei prezzi comportano, permettendo agli hedger di trasferire agli speculatori i rischi che non vogliono o non possono assumersi (risk shifting).
Alcuni economisti sostengono che la speculazione non solo è essenziale al funzionamento del sistema Futures ma ha anche, paradossalmente, il ruolo di calmierare le fluttuazioni dei prezzi al consumo permettendo l'hedging. Tuttavia, la maggior parte degli addetti al settore sostiene o ammette che i futures determinano un aumento del costo delle merci al consumatore finale, discordando in genere sul peso di tale aumento relativamente all'aumento "legittimo" del prezzo delle merci (vedi aumento del costo del petrolio, aumento che avviene a ridosso di una crisi produttiva e quindi di prevedibile stasi del consumo, testimoniata dall'effettiva riduzione della produzione OPEC, Vienna 9 settembre 2008).

## Istituti
Gli istituti che intervengono in un mercato futures sono le autorità di regolamentazione del mercato (es. la Borsa) e le camere di compensazione (es. la Cassa di Compensazione e Garanzia).

### Autorità di regolamentazione
All'Autorità di regolamentazione del mercato spettano i seguenti compiti:
- definire il regolamento della borsa;
- autorizzare la negoziazione dei contratti futures, definendo per ciascuno i termini da standardizzare;
- controllare l'attività degli operatori abilitati a negoziare i contratti in borsa;
- assicurare condizioni di trasparenza del mercato.

In Italia l'autorità di regolamentazione è Borsa Italiana S.p.A.

### Camera di compensazione
La camera di compensazione, è un'agenzia o una società indipendente responsabile di assicurare il corretto funzionamento di una borsa future. Le funzioni esercitate da una camera di compensazione possono essere riassunte nel seguente modo:
- essa diviene la controparte delle operazioni concluse in borsa, subordinando l'accettazione di ciascun contratto alla corrispondenza dei margini stabiliti;
- si fa garante del buon fine;
- esegue l'adeguamento delle diverse posizioni rispetto al prezzo di chiusura al termine di ciascuna giornata (marking to the market);
- seleziona gli intermediari che possono divenire suoi membri;
- diffonde giornalmente le informazioni sull'open interest (posizioni rimaste aperte alla fine della seduta borsistica);
- garantisce anche la fase di consegna dei contratti giunti in scadenza.

In Italia le funzioni di camera di compensazione sono assolte dalla Cassa di Compensazione e Garanzia (CCG).

## I margini
La camera di compensazione diviene la controparte delle operazioni concluse in borsa e subordina l'accettazione del contratto alla corrispondenza dei margini stabiliti. I margini devono essere corrisposti a titolo di deposito cauzionale da chiunque voglia stipulare un contratto futures.
I margini possono essere:
- margine iniziale: è rappresentato da una percentuale, a seconda del contratto a cui si fa riferimento, del valore nominale del contratto stesso. La percentuale viene stabilita dalla camera di compensazione. Il margine iniziale può essere corrisposto in contanti, titoli di Stato, lettere di credito sottoscritte dalle maggiori banche. Il suddetto margine è rimborsato alla scadenza del future.

- margine di consegna: è finalizzato a garantire il rischio delle variazioni di prezzo di titoli da consegnare tra l'ultimo giorno di negoziazione e il giorno di consegna.

- margine di variazione: viene determinato con il marking to the market, che consiste nel liquidare giornalmente le perdite ed i profitti realizzati da ciascun intermediario aderente. Il margine di variazione può essere corrisposto solo in contanti.

## Tipologie

### Currency futures
Un currency futures è un contratto futuro in cui ci si obbliga a scambiare una valuta per un'altra ad una data specifica al prezzo (cambio) fissato alla data della contrattazione. Tipicamente, una delle monete è l'euro o il dollaro USA. Il prezzo del futures è quindi espresso in euro (o dollari) per unità dell'altra moneta. Questo può però cambiare in base alle modalità standard di quotazione nel mercato estero. L'unità di scambio di ciascun contratto è una certa quantità di moneta estera (per esempio USD 125.000).
Gli investitori usano questi contratti per gestire i rischi legati alla fluttuazione dei cambi, ma possono anche usarli a fini speculativi.

### Commodity futures
Un commodity futures è un contratto futuro in cui ci si obbliga a scambiare una prefissata quantità di merce ad una data prefissata, e ad un determinato prezzo fissato alla data della contrattazione.
Il prezzo futures non è semplicemente la previsione di un prezzo di mercato, ma include anche le carrying charge, cioè commissioni che coprono i costi di magazzinaggio, l'assicurazione della merce, ecc. Nel secondo dopoguerra buona parte dei futures energetici sono stati prezzati sul dollaro statunitense ma dall'inizio del XXI secolo anche l'euro ha iniziato a partecipare a tale mercato e, a partire dal 2018, anche la valuta cinese è entrata a far parte del circuito delle valute scambiate nel mercato energetico mondiale, dopo che la Repubblica Popolare ha aperto a Shanghai il primo mercato nazionale di futures petroliferi denominati in yuan.

### Futures su indici azionari
Gli indici azionari, non essendo effettivamente negoziabili, verranno valutati con dei prezzi prestabiliti dagli organi competenti (per esempio il FIB30 è il futures sull'indice MIB30).